# گاسه
گاسه (به لاتین: Gase) یک منطقهٔ مسکونی در جمهوری خلق چین است که در منطقه خودمختار تبت واقع شده‌است. گاسه
- نفر جمعیت دارد.